# Oosterstraat 1 (Baarn)
Het bedrijfspand aan de Oosterstraat 1 is een gemeentelijk monument in Baarn in de provincie Utrecht. Het huis is een van de weinige herinneringen aan het industriële verleden van de buurtschap en latere wijk Oosterhei
Het bepleisterde pand bestaat uit een blokvormig deel aan de rechterzijde en een lange vleugel. Het pand heeft een plat dak. 
Het blokvormige gedeelte van drie lagen heeft een uitwendig skelet van profielen met daartussen trekstangen aan de buitenzijde. De onderste bouwlaag is verdiept als souterrain.
Ook de onderste bouwlaag van de vleugel is als kelder gebouwd met twee verdiepingen erop. In het pand zat tot 2001 het Centraal Bureau voor Schimmelcultures. Samen met veertigduizend soorten schimmels verhuisde toen het CBS van Baarn naar het Science Park in  Utrecht.
Na een grote interne verbouwing in 2012 wordt het gebouw gebruikt als gezondheidscentrum met een aantal huisartsen, een apotheek en een fysiotherapeut.